# 喬治·羅姆尼 (州長)
喬治·威肯·羅姆尼（英語：George Wilcken Romney，1907年7月8日—1995年7月26日）是一位美國共和黨籍政治人物及企业家，曾于1954年至1962年担任美国汽车公司董事长兼总裁，于1963年至1969年担任第43任密歇根州州長，并于1969年至1973年担任第3任美國住房及城市發展部部长。羅姆尼的幼子米特·罗姆尼曾担任犹他州联邦参议员和马萨诸塞州州长，并于2012年获得共和党总统候选人提名；妻子蘭諾·羅姆尼曾代表共和黨參選1970年密歇根州參議員；外孙女罗娜·麦克丹尼尔曾任共和党全国委员会主席。
罗姆尼出生于墨西哥的一夫多妻制摩門教殖民地，父母皆为美国籍，年幼时遭遇墨西哥革命，迫使全家逃回美国。经历辗转数州，罗姆尼一家最终定居犹他州盐湖城，并在当地度过大萧条时期。罗姆尼从事过诸多工作，在英国担任后期圣徒传教士，并在美国就读过数所大学，但均未毕业。1939年，他移居底特律，加入美国汽车制造商协会。第二次世界大战期间，罗姆尼担任汽车行业的首席发言人，并领导一项允许各公司共享生产改进成果的合作协议。1948年，他加入纳什-凯尔维纳特公司，并于1954年成为其后继机构美国汽车公司的董事长兼总裁。任职期间，他将全部精力投入到紧凑型漫步者汽车上，扭转了该公司陷入困境的局面。罗姆尼曾嘲讽美国三大车企的产品是“耗油恐龙”（gas-guzzling dinosaurs），并成为首批高调且精通媒体的商业高管之一。他是一位虔诚的宗教信徒，曾担任耶稣基督后期圣徒教会底特律支联会的会长。
罗姆尼于1961年通过参加密歇根州宪法修改会议进入政界，并于1962年当选密歇根州州长。1964年和1966年，他以越来越大的优势再次当选，并致力于改革该州的财政和税收结构，大幅扩大州政府规模，并引入密歇根州首个州所得税。罗姆尼是美国民权运动的坚定支持者。在1964年美国总统选举中，他曾短暂代表温和派共和党人对抗保守派共和党人巴里·戈德华特。罗姆尼曾请求联邦军队介入1967年底特律骚乱。
在1968年总统选举中，他最初是共和党总统候选人的领跑者，但最终却证明自己是一位无效的竞选者，民调结果落后于理查德·尼克松。1967年中期，他曾声称自己之前对越南战争的支持是由于美国驻越南军事和外交官员的“洗脑”，导致他的竞选活动更加举步维艰，并于1968年初退出竞选。当选总统后，尼克松任命罗姆尼为住房及城市發展部部长。罗姆尼雄心勃勃的计划，包括增加穷人住房数量和开放住房以消除郊区种族隔离，虽然取得了一定成效，但经常遭到尼克松的阻挠。1973年尼克松第二任期开始时，罗姆尼离开政府回归私人生活。离开政府后，他倡导志愿服务和公共服务，并从1973年到1991年担任全国志愿行动中心及其后续组织的负责人。他还担任其教会十二使徒的地区代表。

## 早年经历与家庭背景
罗姆尼的祖父母是一夫多妻制的后期圣徒，由于美国联邦政府起诉罗姆尼家族违反一夫一妻制，他们带着孩子逃离至墨西哥。罗姆尼的外祖父希拉曼·普拉特（1846年-1909年）是后期圣徒使徒帕雷·P·普拉特（1807年-1857年）的儿子，在移居墨西哥奇瓦瓦州之前，曾在墨西哥城主持传教团。1920年代，罗姆尼的叔父雷·L·普拉特（1878年-1931年）在墨西哥维护和扩张后期圣徒教會，以及将其引入南美洲方面发挥了重要作用。而远房亲戚乔治·罗姆尼则是18世纪最后25年英国著名的肖像画家。
罗姆尼的父母加斯克尔·罗姆尼（1871年-1955年）和安娜·阿米莉亚·普拉特（1876年-1926年）均为美国公民，祖籍为犹他领地。两人于1895年在墨西哥结婚，居住在奇瓦瓦州新卡萨斯格兰德斯的科洛尼亚都布兰（墨西哥的教会殖民地之一）。乔治·罗姆尼于1907年7月8日在此出生。当地实行一夫一妻制。乔治·罗姆尼有三个哥哥、两个弟弟和一个妹妹。加斯凯尔·罗姆尼是一位成功的木匠、房屋建筑商和农民，是殖民地最富裕的家族族长，其家族位于西马德雷山脉下方的一个农业山谷中。罗姆尼家族为包括乔治在内的子女选择美国国籍。
1910年墨西哥革命爆发后，教会殖民地在1911年至1912年间遭到劫掠者的袭击，其中包括“红旗手”帕斯夸尔·奥罗斯科和何塞·伊内斯·萨拉查。年轻的罗姆尼听到远处传来枪声，看到叛军在村庄街道上行走。1912年7月，罗姆尼一家逃离墨西哥返回美国，抛弃了其寓所和几乎所有的财产。罗姆尼后来曾说过：“我们是20世纪第一批流离失所者。”
罗姆尼在美国出身卑微，其家庭与其他后期圣徒难民一起在德克萨斯州埃尔帕索依靠政府救济维持生计，受益于美国国会设立的10万美元难民基金。数月后，罗姆尼一家迁至加利福尼亚州洛杉矶，父亲加斯克尔·罗姆尼在当地从事木匠工作。罗姆尼在幼儿园期间，其国籍遭到其他孩子的嘲讽，称其为“墨西哥人”。

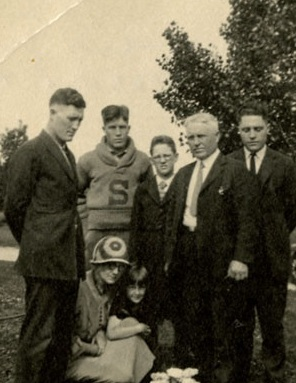
1921年，罗姆尼一家在爱达荷州为弟弟劳伦斯扫墓。劳伦斯于同年因风湿热去世。站于左二的位置为乔治·罗姆尼，母亲安娜坐在图中左侧，父亲加斯克尔站于右二的位置

1913年，罗姆尼一家迁至爱达荷州奥克利，并买下一座农场，主要种植爱达荷州的土豆并以此为生。但随着土豆价格下跌，农场无法持续经营，最终倒闭。1916年举家再次迁至犹他州盐湖城，加斯克尔·罗姆尼在此地重新开始建筑工作，但家庭仍总体贫困。1917年，家族再迁至爱达荷州雷克斯堡，由于第一次世界大战期间商品价格高涨，加斯克尔在当地不断发展的地区成为一名成功的住宅和商业建筑商。
罗姆尼11岁开始在小麦和甜菜地里工作，并在1921年文法学校毕业典礼上担任毕业生代表（在他六年级时已先后在六所学校就读）。1920-1921年的经济衰退导致物价暴跌，当地建筑业被废弃，罗姆尼一家在1921年回到盐湖城居住。在盐湖城期间，父亲恢复从事建筑工作，而罗姆尼则精通板条和灰泥工作。1929年大萧条爆发后，罗姆尼一家的事业再度被摧毁。罗姆尼目睹了父母在爱达荷州和犹他州的经济状况，不得不用十几年的时间才还清债务。他目睹父母的挣扎对他的人生和商业生涯造成了影响。
罗姆尼在盐湖城罗斯福初中就读期间打工，1922年起就读后期圣徒高中。就读高中期间，罗姆尼在体育运动具有较佳表现，曾在橄榄球队打中卫，在篮球队打后卫，在棒球队打右外野。他在前述三项运动中都获得了校队荣誉证书。高中四年级时，他和三年级的兰诺·拉方特相恋，拉方特来自一个更容易融入的后期圣徒家庭。在学业上，罗姆尼成绩稳定，但并不出众。罗姆尼于1925年高中毕业，其纪念册照片说明是“严肃、高尚、品格高尚——一个真正的人”。
为了能随时与兰诺见面，罗姆尼翌年在位于当地的后期圣徒大学就读专科，并当选为学生会主席。罗姆尼还是助威团的主席，并加入了赢得犹他州-爱达荷州初级学院锦标赛的篮球队。

## 传教工作
罗姆尼成为长老后，他通过工作赚到了足够的钱款来资助自己成为一名传教士。1926年10月，他乘船前往英国，首先被派往苏格兰格拉斯哥的一个贫民窟传教。
1927年2月，罗姆尼被调往爱丁堡，1928年2月又调往伦敦负责管理传教团的财务状况。他曾在十二使徒定额组著名知识分子詹姆斯·E·塔尔梅奇和约翰·A·威特索手下工作，后者的告诫“今天活得精彩，有史以来最伟大的一天就是今天”给他留下了深刻的印象。罗姆尼体验了英国的人文风光，并结识了贵族和牛津小组的成员。
1928年8月，罗姆尼成为苏格兰传教区的会长。在以威士忌为中心的地区开展工作十分困难，他开发了一种新的“工作组”方式，每次向一个地方派遣更多传教士。此举成功吸引了当地媒体的关注，并招募了数百名新成员。罗姆尼经常在公开场合传教，范围从爱丁堡的土丘，到伦敦海德公园演说者之角的演说台，再到特拉法加广场的讲台。罗姆尼的传教培养了他辩论和推销的天赋，并在余下的职业生涯中得以运用。罗姆尼在三十年后曾说，他的传教经历对他的职业生涯发展比其他任何经历都更有意义。

## 早年职业生涯、婚姻与子女
1928年末，罗姆尼返回美国，在犹他大学和恩赛因学院短暂学习。1929年秋，他随拉方特来到华盛顿特区，此前她的父亲哈罗德·A·拉方特接受了卡尔文·柯立芝总统的任命，担任联邦无线电委员会成员。1929年至1930年，他为马萨诸塞州民主党籍联邦参议员大卫·I·沃尔什工作，最初担任速记员，之后在速记能力被证明有限时改任助理，负责关税和其他立法事务。罗姆尼研究了拟议的《斯姆特-霍利关税法案》的各个方面，并列席了委员会会议；这份工作是他职业生涯的转折点，并让他终生对与国会打交道充满信心。
在此期间，罗姆尼与他的一位兄弟在弗吉尼亚州罗斯林附近开设一家乳制品吧，但在大萧条时期迅速倒闭。他曾赴乔治·华盛顿大学夜校就读。凭借在沃尔什工作时建立的关系，罗姆尼于1930年6月被美国铝业公司聘为匹兹堡的学徒。
当胸怀大志的拉方特开始在好莱坞电影中出演小角色时，罗姆尼安排她调入美国铝业公司洛杉矶办事处接受销售员培训，并在南加州大学上夜校。罗姆尼就读的任何一所大学学习时间较短且未毕业，仅积累了两年半的学分，但多数人士认为他是一名自学成才的人。拉方特有机会与米高梅电影公司签订一份为期三年、价值5万美元的合同。由于罗姆尼被指派在美国铝业公司担任说客，他说服拉方特与他一起回到华盛顿。拉方特后来说，她从来没有机会在婚姻和演艺事业之间做出选择，因为后者会抢他的风头，但她对选择前者并不后悔。罗姆尼后来认为追求她是他最大的销售成就。
1931年7月2日，两人在盐湖城圣殿结婚，并育有四个子女，分别是玛戈·林恩（1935年生）、简·拉方特（1938年生）、乔治·斯科特（1941年生）和威拉德·米特（1947年生）。两人的婚姻反映了他们性格和求爱方式的方方面面。乔治对兰诺忠贞不渝，每天都会给她送一朵花，通常是一朵玫瑰，并附上一张情书。乔治性格坚强直率，习惯于凭借意志力赢得争论，但自制力更强的莱诺却毫不畏惧，愿意对他反击。两人因此经常争执，以至于他们的孙辈后来给他们取名“比克森一家”的绰号（取自广播喜剧小品），但随着关系亲密，最终能够友好地解决争执。
作为一名说客，罗姆尼经常代表铝业与铜业竞争，并为美国铝业公司辩护，使其免受垄断指控。他还是铝制品协会的代表。1930年代初，罗姆尼帮助在当时世界上最大的办公楼美国商务部大楼安装了铝制窗户。
罗姆尼先后加入国家记者俱乐部、燃烧树俱乐部和国会乡村俱乐部。兰诺的文化修养和主持技巧，加上她父亲的社会和政治人脉，帮助乔治发展事业，两人还结识了胡佛家族、罗斯福家族和其他华盛顿的知名人士。他在国家记者俱乐部结识了丹佛报人、汽车行业贸易代表派克·约翰逊，并被他选中加入新成立的全国复兴总署贸易协会咨询委员会。即使在1935年该机构被宣布违宪之后，委员会的工作仍在继续。1937年至1938年，罗姆尼还担任华盛顿贸易协会执行委员会主席。

## 领导汽车工业
在美国铝业公司工作九年后，罗姆尼的职业生涯陷入停滞，需要层层晋升职位。而他渴望的关键晋升机会却给了资历更深的人。当时，派克·约翰逊任美国汽车制造商协会副总裁，该协会需要一名经理负责其位于底特律的新办事处。最终罗姆尼担任该职务，并于1939年带着妻子和两个女儿迁至底特律居住。一项协会研究发现，美国人更多地使用汽车进行短途旅行，这让罗姆尼相信交通工具更实用、更基础是趋势 。1942年升任该协会的总经理，并一直担任该职位至1948年。罗姆尼还于1941年担任底特律贸易协会会长。
1940年，第二次世界大战在海外激烈进行，罗姆尼协助成立防空汽车委员会，负责协调汽车和飞机工业之间的规划。1941年12月珍珠港事件爆发，美国被迫参战后，罗姆尼立即协助将该委员会转变为战时生产汽车委员会，并担任该委员会的常务董事。该组织建立合作机制，企业可以共享机床和生产改进工艺，从而最大限度地提高汽车行业对战时生产工作的贡献，体现了罗姆尼“竞争性合作资本主义”的理念。
罗姆尼与劳工领袖维克多·鲁瑟共同领导底特律胜利委员会，致力于改善战时压力下的底特律工人的工作条件，并处理1943年底特律种族骚乱的根源。罗姆尼成功向联邦住房管理局申请，为福特威洛伦工厂附近的黑人工人提供住房。他还担任战时人力委员会底特律分会的劳工管理委员会成员。
罗姆尼将自己定位为汽车行业的首席发言人，经常在国会听证会上就生产、劳工和管理问题作证，他的影响力与日俱增。在此期间，《纽约时报》有80多篇文章提及或引用了他的言论。到战争结束时，654家汽车制造公司加入战时生产汽车委员会，为盟军生产了近290亿美元的产出。其中包括300多万辆机动车、80%的坦克和坦克零部件、75%的飞机发动机、一半的柴油发动机以及三分之一的机枪。美国战时总产量的五分之一到四分之一由汽车产业所贡献。
随着和平时期生产的开始，罗姆尼说服政府官员放弃复杂的合同终止程序，从而使汽车厂能够快速生产供国内消费的汽车，避免大规模裁员。罗姆尼于1944年和1947年担任美国贸易协会执行官会主任，并于1946年担任全国汽车金禧委员会常务董事。1946年至1949年，他作为國際勞工組織金属贸易行业会议的代表，代表美国雇主。到1950年，罗姆尼成为公民住房和规划委员会的成员，并在底特律市议会发表讲话时批评了底特律住房计划中的种族隔离。罗姆尼性格直率而热情，给人一种“急躁的人”的印象，他被认为是业内冉冉升起的新星。

## 美国汽车公司董事长
作为美国汽车制造商协会的董事总经理，罗姆尼与时任主席乔治·W·梅森成为好友。1948年，梅森出任纳什-凯尔维纳特的董事长时，邀请罗姆尼担任巡回助理，以便“从零开始学习业务”。罗姆尼在一年内于公司不同部门工作。在凯尔维纳特电器部门位于底特律的一家冰箱厂，罗姆尼与美国机械教育协会工会展开斗争，最终制定了一项新的劳资关系计划，以防止整个工厂被关闭。他呼吁工人们说：“我不是大学毕业生。我铺过地板，做过车床加工，还疏过甜菜，还打过小麦。”作为梅森的得意门生，罗姆尼承担了漫步者汽车研发的执行工作。
梅森长期以来一直寻求纳什-凯尔文纳特公司与一家或多家其他公司合并。1954年5月1日，该公司与哈德逊汽车公司合并，成为美国汽车公司。这是汽车行业历史上最大的并购案，罗姆尼成为新公司的执行副总裁。1954年10月，梅森因急性胰腺炎和肺炎突然去世。同月，罗姆尼被任命为美国汽车公司总裁兼董事会主席。
罗姆尼上任后，取消梅森提出的AMC与斯图贝克-帕卡德公司或其他汽车制造商合并的计划。他改组了高层管理人员，引进了更年轻的高管，精简并重建了AMC的经销商网络。罗姆尼认为，与“三巨头”（通用汽车、福特汽车和克莱斯勒）竞争的唯一途径是将AMC的未来押注于一条新的小型车生产线。到1957年底，罗姆尼与总工程师米德·摩尔合作，彻底淘汰了销量一直低迷的纳什和哈德森品牌，随后漫步者品牌被选中进行开发和推广。当时AMC提出创新战略，即只生产紧凑型车。公司初期举步维艰，1956年亏损，1957年亏损更重，经销商网络也出现了一些流失。罗姆尼在全公司范围内推行节约和提高效率的措施，使得他本人和其他高管的薪水下降35%。罗姆尼坚持专注于小型车的决定，表现出罗姆尼家族几代人都具有的固执。
尽管AMC在1957年濒临被企业掠夺者路易斯·沃尔夫森收购，但罗姆尼还是成功阻止这一收购。随后，漫步者的销量终于起飞，为AMC带来了意想不到的财务成功。1958年，AMC实现了三年来首次季度盈利，是1958年经济衰退期间唯一一家销量增长的汽车公司，在全球汽车制造商中的排名从第十三位上升到第七位。与哈德逊在1950年代初的纳斯卡赛车比赛中取得的成功形成鲜明对比的是，漫步者经常在美国高速公路上举行的年度赛事——横跨东西海岸的美孚经济跑中获胜。1960年和1961年，漫步者的销量依然强劲，是美国第三大最受欢迎的汽车。
罗姆尼信奉“竞争合作消费主义”，并频繁在国会露面。他讨论了他所认为的“大劳工”和“大企业”的双重弊端，并呼吁国会拆分三大汽车巨头。随着三大汽车制造商推出越来越大的车型，AMC采取了“耗油恐龙战斗机”战略，罗姆尼则成为该公司平面广告、公开露面以及迪士尼乐园电视节目商业广告的代言人。他以快节奏、短袖管理风格而闻名，无视组织结构图和责任层级，经常亲自撰写广告文案。
罗姆尼被汽车作家乔·谢尔曼称为“美国汽车业的民间英雄”，也是首批备受瞩目的媒体达人之一。他专注于小型车，以此挑战AMC汽车公司的国内竞争对手，并应对外国汽车的入侵，这在1959年4月6日的《时代周刊》封面故事中得到了记录。该杂志总结道：“罗姆尼凭借一己之力完成了美国汽车业最杰出的销售工作之一。”他的完整传记于1960年出版，而公司的复兴使罗姆尼家喻户晓。美联社连续四年（1958年至1961年）将罗姆尼评为年度行业人物。
AMC公司股价从每股7美元涨至每股90美元，罗姆尼凭借股票期权成为了百万富翁。不过，每当他觉得自己的工资和奖金在一年内过高时，他就会将超出的部分返还给公司。在最初的警惕之后，他与美国汽车工人联合会领导人沃尔特·鲁瑟建立良好的关系，AMC的员工也受益于当时新颖的利润分享计划。罗姆尼是密歇根州少数几位支持通过和实施《公平就业实践法》的企业负责人之一。

## 地方教会与公民领导
宗教是罗姆尼生活中最重要的力量。他在1959年为《底特律自由新闻》撰写的一篇文章中写道：“我的宗教是我最珍贵的财产……如果没有我的宗教，我很容易就会过度忙于工作、社交和娱乐活动。与我的教会同工分担个人责任一直是我生活中至关重要的平衡点。”罗姆尼遵循教会习俗，不饮酒或含咖啡因的饮料，不吸烟，也不说脏话。他最喜欢的后期圣徒经文是教义和圣约：“勤奋求索，常常祈祷，并要相信，万事必互相效力，叫你们得益处。”罗姆尼和妻子缴纳什一税，且在1955年至1965年会将19%的收入捐给教会，另外4%捐给慈善机构。
罗姆尼是麦基洗德圣职中的大祭司，并从1944年开始领导底特律分会（最初规模很小，仅在成员家中聚会）。到他担任AMC董事长时，他主领底特律支联会。该支联会不仅包括整个底特律大都会区、安娜堡和俄亥俄州托莱多地区，还包括密歇根州边境的安大略省西部边缘。在该职位上，罗姆尼负责监督约2,700名教会成员的宗教工作，偶尔讲道，并监督建造了密西西比河100年来第一个支联会圣幕。由于支联会覆盖加拿大部分地区，他经常与加拿大传教团会长托马斯·孟荪互动。罗姆尼在教会中担任领导角色的过程反映了教会从边缘先锋宗教转变为与美国主流商业和价值观紧密相关的宗教的历程。根据理查德和琼·奥斯特林的说法，部分由于乔治·罗姆尼的显赫地位，罗姆尼家族被视为后期圣徒皇室成员。
罗姆尼和家人住在富人区布隆菲希爾，约在1953年从底特律迁至于此。他积极参与密歇根州的民事事务。罗姆尼是密歇根州儿童医院和底特律联合基金会的董事会成员，也是底特律天主教徒、犹太人和新教徒圆桌会议执行委员会主席。1959年，他获得了圣约信徒会反诽谤联盟颁发的美国主义奖。
自1956年起，罗姆尼领导一个以公民为基础的委员会，致力于改善底特律公立学校的教育项目。1958年，学校需求公民咨询委员会的最终报告主要是罗姆尼的工作，引起了公众的广泛关注；该报告提出了近200项关于节约和效率、提高教师工资和增加新基础设施资金的建议。1959年4月，罗姆尼促成了一项价值9000万美元的教育相关债券发行和增税提案在全州公投中意外获胜。同年，他组织了无党派组织“密歇根公民”，旨在研究底特律的问题并建立一个知情的选民群体。“密歇根公民”组织建立在罗姆尼的信念之上，即各种利益集团在政府中拥有过多的影响力，只有知情的公民为了所有人的利益而合作才能与它们对抗。
罗姆尼在密歇根州的名气和成就令他被视为自然而然地进入政坛。他首次直接涉足政治是在1959年，当时他是呼吁召开制宪会议以修订密歇根州宪法的请愿活动的关键力量。罗姆尼的推销技巧使密歇根公民组织成为呼吁召开制宪会议的最有效的组织之一。罗姆尼此前没有政治倾向，后来宣布自己是共和党人，并赢得大会选举。到1960年初，密歇根州有些奄奄一息的共和党中的许多人都称赞罗姆尼是州长、美国参议员，甚至美国副总统的可能候选人。
同样在1960年初，罗姆尼在公平竞选实践委员会任职，该委员会的成员还包括犹太教徒、天主教徒、主流新教和福音派新教徒以及东正教基督徒。该委员会发布了一份报告，其指导原则是：任何民选公职候选人都不应因其宗教信仰而受到支持或反对，任何公职竞选都不应被视为投票支持某一宗教、反对另一宗教的机会。这份声明为约翰·F·肯尼迪当年晚些时候发表的关于宗教与公职的著名演讲铺平了道路。罗姆尼曾短暂考虑参加1960年的参议院选举，但最终成为了制宪会议的副主席，该会议在1961年和1962年修订了密歇根州宪法。

## 密歇根州州长

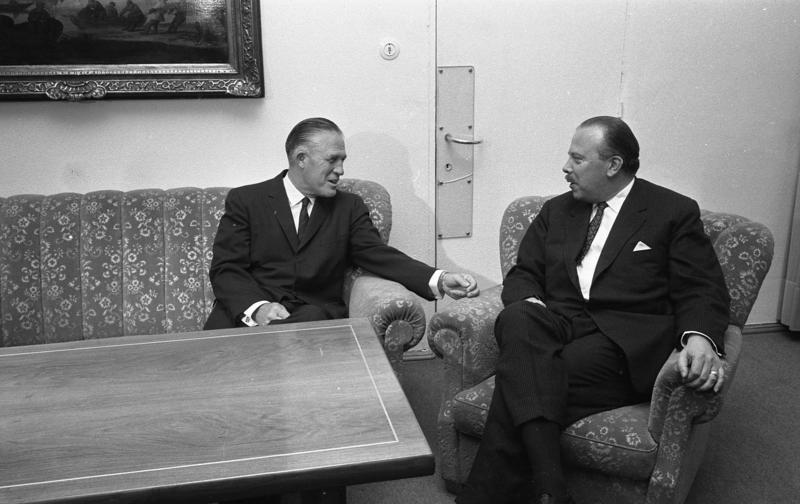
1967年12月，罗姆尼州长会见德国国务秘书冯·古腾堡

经过一段痛苦的犹豫期和24小时的祈祷绝食后，罗姆尼于1962年2月辞去AMC的职务，投身选举政治（他获得无限期休假，由罗伊·阿伯内西接任AMC总裁）。罗姆尼在制宪会议上作为温和派共和党领袖的地位，帮助他获得了密歇根州州长共和党提名。他在普选中与时任民主党州长约翰·斯温森竞争。罗姆尼的竞选理念是修改该州的税收结构，增强其对企业和公众的吸引力，并使其“再次运转起来”。罗姆尼谴责了工会在民主党内部的巨大影响力，以及大企业在共和党内部同样巨大的影响力。他的竞选活动是最早利用电子数据处理能力的竞选活动之一。
罗姆尼以约8万票的优势获胜，结束了民主党在州行政长官职位上长达14年的统治。他的胜利归功于他对独立选民以及来自底特律日益壮大的郊区选民的吸引力。到1962年，这些选民与底特律市内大量支持民主党的居民相比更有可能投票给共和党。此外，罗姆尼在工会成员中获得的支持程度，对于共和党人来说实属罕见。民主党在选举中赢得了所有其他州级行政职位，包括在密歇根州副州长选举中击败民主党现任议员的T·约翰·莱辛斯基。罗姆尼的成功立即引发了人们对他作为1964年总统候选人的关注，约翰·F·肯尼迪总统在1963年私下表示：“我唯一不想与之竞争的人就是罗姆尼。”
罗姆尼于1963年1月1日宣誓就任州长，最初关心的是制宪会议授权的该州财政和收入结构改革的实施。1963年，罗姆尼提出了一项全面的税收修订方案，其中包括统一税率的州所得税，但总体经济繁荣减轻了州预算的压力，密歇根州议会否决了这项措施。罗姆尼早期在立法机构遇到的困难，在一定程度上破坏了理查德·尼克松的前同事当年将罗姆尼推向全国政治人物的努力。一位密歇根州民主党人谈到罗姆尼时说：“他还没有学会政府的事情不一定在最高层的人下令后立即完成。他很急切，有时甚至不耐烦。”但在任职的头两年里，罗姆尼能够与通常至少部分控制着立法机构的民主党人合作，并形成了一个非正式的两党联盟，这使得罗姆尼得以实现他的许多目标和倡议。
罗姆尼举行了一系列州长会议，旨在从与会的公共服务专业人士和社区活动人士方面寻求新想法。罗姆尼向访客开放位于密歇根州议会大厦的办公室，每周四上午都会与每位与他交谈的民众交谈五分钟，还会与来州议会大厦参观的小学生握手。由于他将周日视为安息日，他几乎避开每周日的政治活动。他直率而明确的处事方式有时会引起摩擦，其家人和同事用习语“瓷器店里的公牛”来形容他。罗姆尼采取戏剧化的治理方式，因此会突然出现在一些他可能在政治上不受欢迎的场合。一位罗姆尼的前助手后来表示，“任性”这个词用来形容他太过轻率，因此用“救世主”代替。罗姆尼在每个问题中都看到了道德层面，人们对他的政治观点和宗教观点一样充满热情；作家西奥多·H·怀特说：“多年来与乔治·罗姆尼见面交谈的人首先感受到的就是他的真诚，这种真诚如此深刻，以至于在交谈中，人们几乎会感到尴尬”。
罗姆尼担任州长期间支持美国民权运动。尽管罗姆尼所属的教会不允许黑人成为平信徒神职人员，但他艰苦的出身和随后的人生经历促使他支持该运动。他回忆道：“直到到了底特律，我才开始了解黑人，开始能够评价他们，并开始认识到有些黑人比很多白人更优秀、更有能力”。1963年1月，罗姆尼在首次州情咨文演讲中宣称：“密歇根州最紧迫的人权问题是种族歧视——在住房、公共设施、教育、司法行政和就业方面”。罗姆尼帮助建立该州第一个民权委员会。
1963年6月，马丁·路德·金来到底特律领导12万人的底特律大游行。罗姆尼将此次活动定为密歇根州的自由游行日，并派州参议员斯坦利·塞耶作为他的特使与金一起游行，但由于游行安排在星期日举行，他本人并没有参加。在金离开底特律后，罗姆尼参加了次星期六在格罗斯波因特举行的一场规模较小的抗议住房歧视的游行。
罗姆尼支持当时国会正在审议的1964年民权法案，但他对该法案的支持以及对民权的总体倡导，招致了教会部分人士的批评。1964年1月，十二使徒定额组成员德尔伯特·L·斯塔普利写信给他，称一项拟议的民权法案是“恶意立法”，并告诉他“主已将诅咒施加于黑人”，人们不应寻求废除该法案。罗姆尼拒绝改变立场，并加大了争取民权的努力。对于教会政策而言，罗姆尼是希望教会领导层修改其背后神学解释的自由派人士之一，但罗姆尼不认可某些人士公开批评教会。罗姆尼后来表示，后期圣徒斯图尔特·乌达尔1967年发表的对该政策的谴责“不能服务于任何有用的宗教目的”。

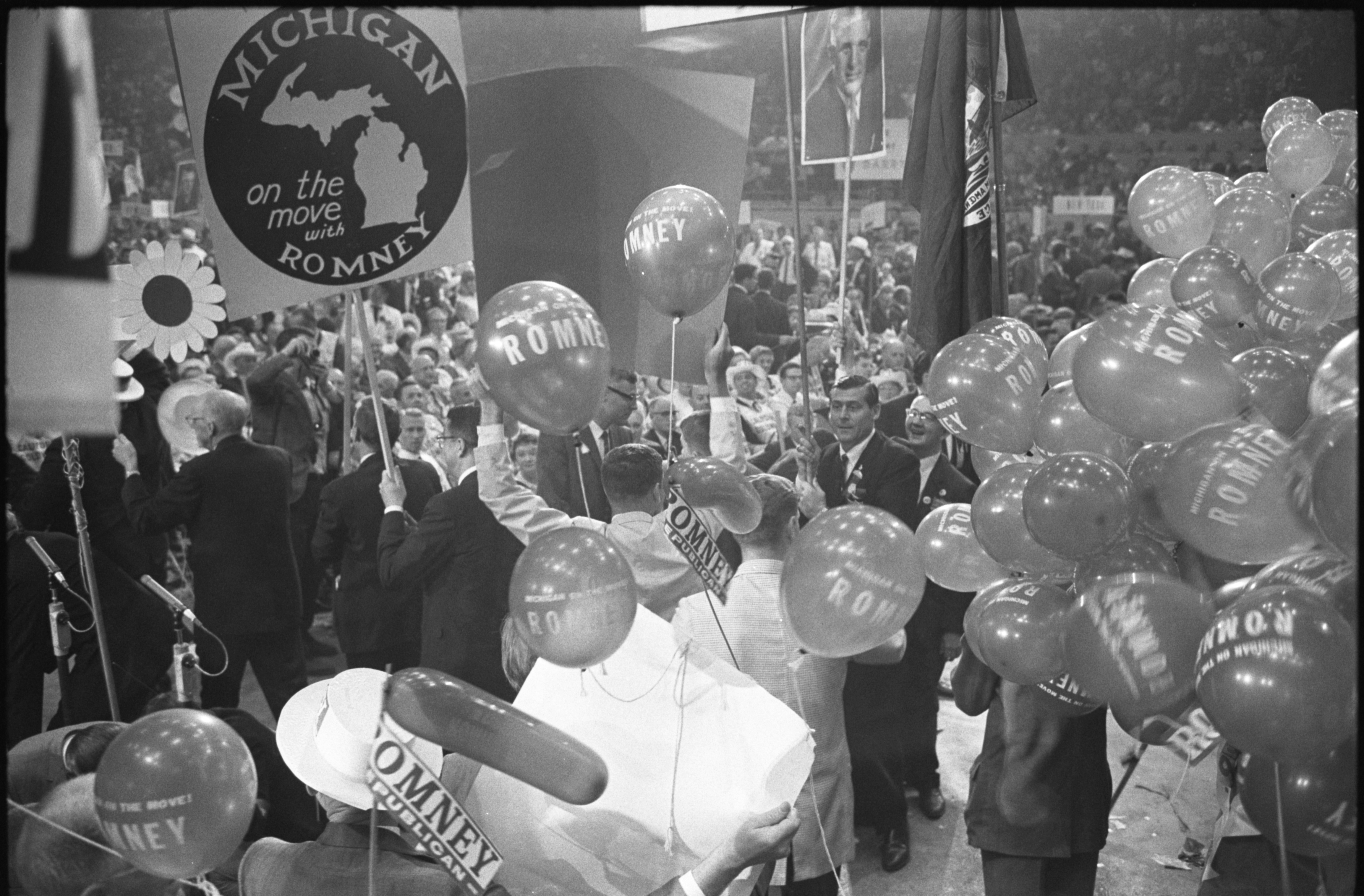
1964 年共和党全国代表大会上，代表们举着标语和气球，支持密歇根州州长成为共和党最喜爱的候选人

1964年美国总统选举中，参议员巴里·戈德华特迅速成为共和党候选人的热门人选。戈德华特代表了美国保守主义的新浪潮，而温和派的罗姆尼并不属于其中。罗姆尼还认为，戈德华特会拖累当年所有其他竞选的共和党人，包括罗姆尼自己的竞选。最终，罗姆尼强烈反对戈德华特在民权问题上的观点。他后来表示“在我看来，白人和黑人必须学会相互了解。巴里·戈德华特没有任何背景知识来理解和揣摩这一点，我也没能说服他。”罗姆尼在盐湖城为他举行的晚宴上宣称，如果共和党为了赢得总统职位而呼吁支持种族隔离的南方人，那么它将永远失去其作为亚伯拉罕·林肯政党的联系。
1964年6月举行的全国州长会议上，16位共和党州长中有13位反对戈德华特参选，包括俄亥俄州州长吉姆·罗德斯、纽约州州长纳尔逊·洛克菲勒（其竞选活动此前在加州初选中败给戈德华特，陷入停滞）、宾夕法尼亚州州长威廉·斯克兰顿和罗姆尼。罗姆尼罕见地出席了周日的新闻发布会，他宣称提名戈德华特可能导致“共和党的自杀式毁灭”，并且“如果戈德华特的观点偏离了我们党的传统，我将竭尽全力阻止他成为党的总统候选人”。然而，罗姆尼此前曾向密歇根州选民发誓，他不会参加1964年的总统竞选。底特律的报纸表示不会支持他参与任何此类竞选，罗姆尼也很快决定履行承诺，不参加竞选。斯克兰顿代替他参加竞选，但戈德华特在1964年共和党全国大会上以决定性优势获胜。罗姆尼的名字被密歇根州联邦众议员杰拉尔德·福特列为最喜爱的候选人（福特在初选期间不愿在候选人之间做出选择），并在唱名表决中获得了41名代表的选票，其中密歇根州48名代表中共获得40张选票，另外堪萨斯州获得1张。

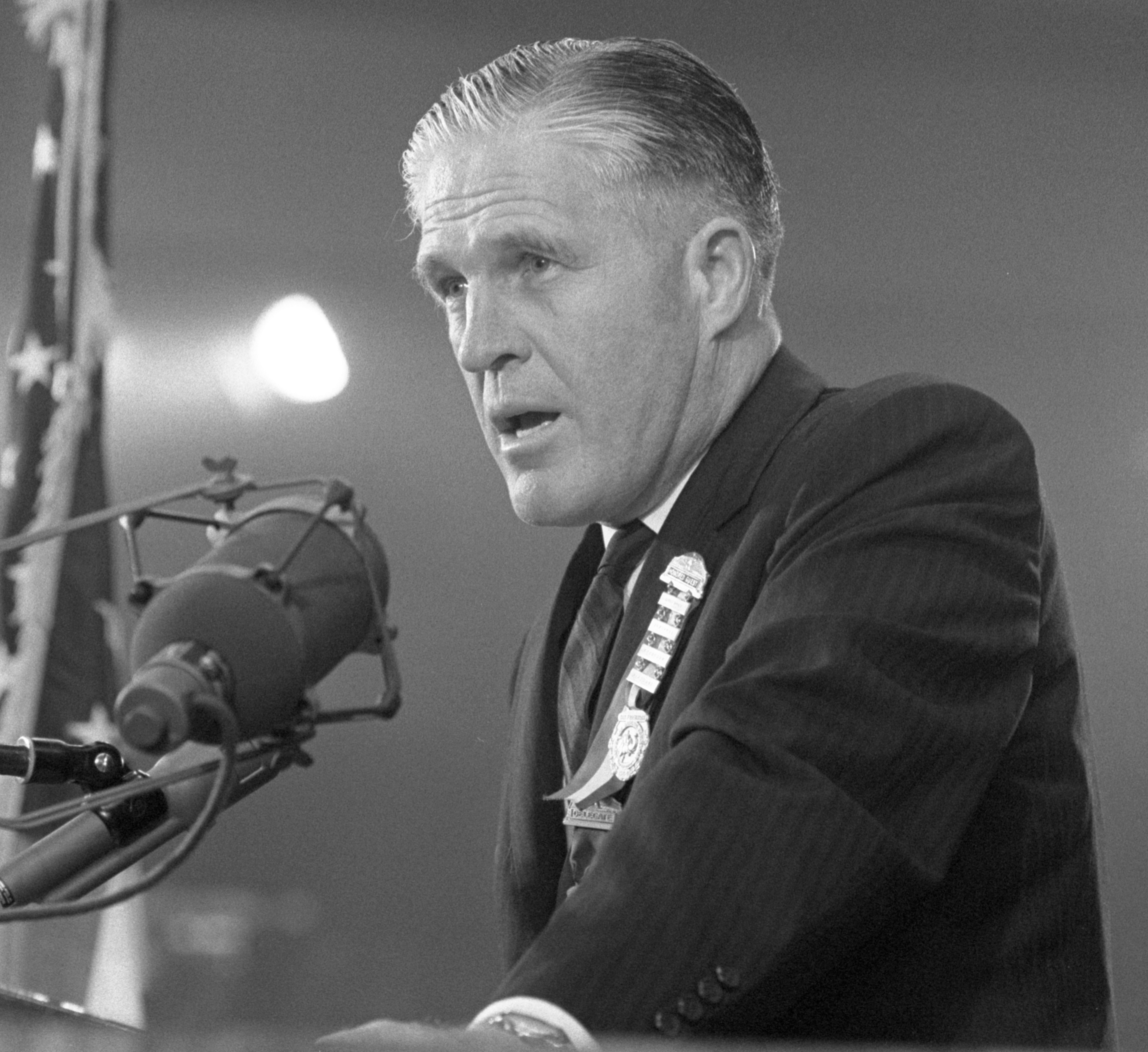
罗姆尼在1964年共和党全国代表大会上发表讲话

在大会上，罗姆尼争取在党纲中强化民权纲领，承诺采取行动消除州、地方和私人层面的歧视，但该纲领在口头表决中被否决。他还未能赢得对一份谴责左翼和右翼极端主义但没有点名任何组织的声明的支持，该声明以二比一的票数落败。罗姆尼的两项立场都得到了前总统德怀特·艾森豪威尔的支持，其对公民责任的态度与罗姆尼类似。大会结束时，罗姆尼既没有支持也没有否定戈德华特和副总统候选人威廉·E·米勒，仅表示他对戈德华特缺乏对民权的支持以及戈德华特所体现的政治极端主义持保留态度。
1964年秋季选举中，罗姆尼断绝了自己与全国候选人的联系，甚至拒绝与他们同台亮相，并继续与戈德华特私下不和。他在主要由民主党控制的选区竞选州长，在竞选活动中被追问是否支持戈德华特时，他回答称“你很清楚我不支持！”1964年，罗姆尼以超过38万票的优势击败民主党众议员尼尔·施泰布勒，成功连任。尽管戈德华特以压倒性优势败给林登·约翰逊总统，并席卷许多其他共和党候选人。罗姆尼赢得了密歇根州15%的黑人选票，而戈德华特仅获得了2%。
1965年，罗姆尼访问南越31天，并表示他将继续大力支持美国在南越的军事行动。1966年，幼子米特·罗姆尼在法国从事传教工作时，乔治·罗姆尼引导米特的未婚妻安·戴维斯皈依教会。罗姆尼州长继续支持民权运动。在1965年塞尔玛至蒙哥马利游行期间爆发暴力事件后，他走在底特律游行队伍的最前线，声援游行者。1966年，罗姆尼取得他最大的选举胜利，以约52.7万票的优势击败民主党律师佐尔顿·费伦西再次赢得连任。由于密歇根州修订法律，州长的任期延长至四年。罗姆尼在黑人选票中的支持率上升到30%以上，这对共和党人来说几乎是一项前所未有的成就。
到1967年，迫在眉睫的赤字促使密歇根州立法机构彻底改革该州的税收结构，致使密歇根州增设个人和企业州所得税，同时商业收入和公司特许经营税被取消。无论哪个政党控制立法机构，历任密歇根州州长都未能通过所得税法案。罗姆尼成功说服民主党和共和党派系在措施细节上妥协，这被认为是对他政治能力的关键考验。
1967年7月23日黎明前，底特律第十二街爆发大规模骚乱，起因是警方突袭了黑人聚居区内的一家地下酒吧。随着时间的推移，抢劫和火灾愈演愈烈，罗姆尼呼叫密歇根州警察局和密歇根州国民警卫队。7月24日凌晨3时，罗姆尼和底特律市长杰罗姆·卡瓦纳致电美国司法部长拉姆齐·克拉克，请求派遣联邦军队。克拉克表示，要做到这一点，罗姆尼就必须宣布进入民事叛乱状态，但州长不愿这样做，因为他担心保险公司会以此为借口拒绝赔偿骚乱造成的损失。美国陆军第82和第101空降师的部分部队被调往城外。随着底特律局势恶化，罗姆尼告诉国防部副部长赛勒斯·万斯说：“我们得行动了，伙计，我们得行动了。”7月24日临近午夜，约翰逊总统授权数千名伞兵进入底特律。约翰逊在国家电视台宣布其行动，并七次提到罗姆尼无法动用州和地方部队控制骚乱。骚乱一直持续到7月27日，有数千人被捕，43人死亡，一千多人受伤，2500家商店被抢劫，数百所房屋被烧毁，财产损失总计约5000万美元。此次骚乱是美国五十年来最大的骚乱。
此次骚乱的处理方式具有强烈的政治含义，因为罗姆尼被视为共和党内挑战约翰逊次年总统连任的领军人物。罗姆尼认为白宫故意拖延反应，并指责约翰逊在其行动中“玩弄政治”。尽管发生了骚乱，但到罗姆尼担任州长结束时，该州在公共就业、政府承包和公共设施使用权相关的民权方面取得了长足进步，但在打击私营部门就业、住房、教育和执法方面的歧视方面进步较小。在此期间，州和联邦政府为改善密歇根州流动农场工人和美洲原住民的处境做出了大量努力，但两者都没有取得太大进展。
罗姆尼谈到1968年4月4日马丁·路德·金遇刺事件时表示，这是“一场巨大的国家悲剧，而此时此刻，我们需要积极的非暴力领导，以和平的方式为所有人实现平等的权利、平等的机会和平等的责任。这确实值得我们普遍哀悼，并促使所有人重新努力，消除一切丑陋和压迫性的种族偏见”。在接下来的数天内，遇刺事件引发的骚乱影响美国诸多城市。底特律亦发生骚乱，罗姆尼下令部署国民警卫队并实施宵禁；但当地局势比其他出现骚乱城市平静得多，暴力程度也远低于1967年的骚乱。罗姆尼和妻子兰诺于4月9日参加了马丁·路德·金的葬礼。
罗姆尼担任州长期间，大幅扩张了州政府规模。其任内第一个州预算为1963财年的5.5亿美元，比其前任斯温森增加了2000万美元。罗姆尼还继承了8500万美元的预算赤字，但在离任时出现盈余。之后的几个财年，州预算在1964年增加到6.84亿美元，1965年增加到8.2亿美元，1966年增加到10亿美元，1967年增加到11亿美元，1968年提议增加到13亿美元。罗姆尼带头大幅增加州政府在教育方面的支出，密歇根州开始发展成为全美最全面的高等教育体系之一。密歇根州政府对地方政府的资金支持大幅增加，并为穷人和失业者提供了丰厚的福利。罗姆尼的支出得益于二战后经济扩张，这带来了持续的政府盈余，也得益于密歇根州两党一致同意维持庞大的州政府官僚机构并扩大公共部门服务。担任州长期间，罗姆尼还签署了《公共雇佣关系法》，赋予公共部门雇员集体谈判权，减少与罢工相关的公职人员处罚，并防止机构对工会采取不公平做法。这是美国首批要求政府实体与公共雇员工会谈判的州法律之一。
罗姆尼在州议会中与两党联盟合作，使他得以实现大部分立法目标。他在州长任期内的成绩延续了他“善于把事情做好”的美誉。密歇根大学著名历史学家西德尼·费恩评价他是“一位非常成功的州长”。

## 1968年总统选举
1966年11月，罗姆尼以较大优势再次当选州长，使他成为全国共和党人的领军人物。除了政治履历外，身材高大、方下巴、英俊潇洒、头发花白的罗姆尼还符合公众对总统形象的看法。他嗓音抑扬顿挫，带有中西部口音，也是参选总统的一大优势。共和党州长们决心不再让戈德华特那样的惨败重演，洛克菲勒和斯克兰顿都不想再次参选。两位州长很快就认定罗姆尼是他们在1968年美国总统选举中共和党总统候选人提名的热门人选。

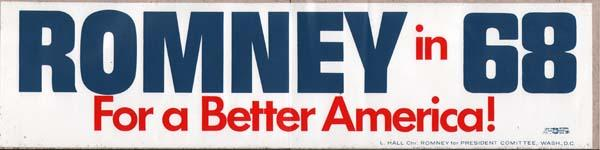
罗姆尼竞选保险杠贴纸

前国会议员兼共和党全国委员会主席伦纳德·W·霍尔成为罗姆尼的非正式竞选经理。11月大选后的盖洛普民意调查显示，在共和党人中，罗姆尼以39%比31%的优势领先于前副总统理查德·尼克松，获得共和党提名；哈里斯民意调查显示，罗姆尼在所有选民中的支持率以54%比46%的优势击败约翰逊总统。尼克松将罗姆尼视为他的主要对手。1967年2月，罗姆尼宣布竞选活动进入试探阶段，首先访问阿拉斯加和落基山脉各州。
罗姆尼最大的弱点是缺乏外交政策专业知识，并且需要对越南战争表明明确的立场。媒体对此次访问的报道集中在越南问题上，而罗姆尼最初不愿谈论越南问题令记者们感到失望。罗姆尼作为行业高管时所具备的品质，却不利于他成为总统候选人。他表达能力较差，经常就某个话题滔滔不绝、直言不讳，之后又纠正自己，坚称自己不会改变已经说过的话。记者杰克·格蒙德开玩笑说，他打算在打字机上加一个键，这样就能打出“罗姆尼后来解释说……”的话语。《生活》杂志写道，罗姆尼“成功地将自我表达变成了一种积极的考验”，他在私下里也没有什么不同：“没有人比真正的乔治·罗姆尼更像公众眼中的乔治·罗姆尼了，他放任自己喋喋不休，不可避免地偏离主题，转向一些遥远的道德戒律”。罗姆尼给人一种行善者的形象，记者们开始称他为“圣乔治”。
许多人认为罗姆尼容易失言。由于内部竞争激烈，竞选活动很快经历了多次重组。此时，尼克松已经在盖洛普的共和党偏好民意调查中超越罗姆尼，并在竞选的剩余时间里一直保持领先。罗姆尼在密歇根州获胜的策略包括在既定的党派模式之外运作以及与共和党组织分子保持距离，但在党内提名竞选中却被证明无效。
| 罗姆尼的民调数据 | 罗姆尼的民调数据 | 罗姆尼的民调数据 |
| 日期 | 百分比           | 涨跌幅           |
| --- | ---------------- | ---------------- |
| 1966年11月 | 39%              | +8               |
| 1967年1月 | 28%              | –11              |
| 1967年2月 | 31%              | –10              |
| 1967年3月 | 30%              | –9               |
| 1967年4月 | 28%              | –15              |
| 1967年6月 | 25%              | –14              |
| 1967年8月 | 24%              | –11              |
| 1967年9月 | 14%              | –26              |
| 1967年10月 | 13%              | –29              |
| 1967年11月 | 14%              | –28              |
| 1968年1月 | 12%              | –30              |
| 1967年2月 | 7%               | –44              |
| 盖洛普民意调查显示，共和党选民倾向于罗姆 尼获得总统提名的比例，以及领先或落后于以 往民调领先者理查德·尼克松的幅度。罗姆尼 几乎从一开始就落后，在1967年8月31日发表 “洗脑”言论后，他的支持率进一步下降。 |                  |                  |

罗姆尼的全国民调支持率持续下滑，到5月份时他已不再领先于约翰逊。1967年7月的底特律骚乱并没有改变他在共和党内的地位，但让他在全国民调中对这位越来越不受欢迎的总统的支持率有所回升。
由于罗姆尼出生于墨西哥，因此偶尔有部分人士质疑他是否有资格竞选美国总统，因为美国宪法对“自然出生公民条款”一词的定义含糊不清。尽管当时及之后主流观点都认为罗姆尼有资格参选，但罗姆尼还是在该问题得到更明确的解决之前退出了竞选。
罗姆尼也是第一位以可信的方式竞选总统的后期圣徒。此时，他已是一位家喻户晓的后期圣徒，尤其是在他经商时期，其简介登上国家级杂志，使得他成为继杨百翰之后全国知名度最高的后期圣徒。然而在竞选期间，他作为教会成员的身份并没有被大量提及。虽然间接的讨论有助于让全国关注教会关于黑人的政策，但罗姆尼支持民权的立场却转移了对他的任何批评，并间接地有利于教会的形象。一些历史学家和后期圣徒曾质疑，如果罗姆尼的竞选活动持续更长时间、更成功，他的宗教信仰可能会成为一个更突出的问题。罗姆尼的竞选活动聚焦于他的核心信仰。在新罕布什尔州，罗姆尼的广告牌上写着“制止犯罪的方法是制止道德沦丧”（The Way To Stop Crime Is To Stop Moral Decay）。达特茅斯学院的学生对他的道德观念感到困惑，举着“上帝还活着，却以为自己是乔治·罗姆尼”（God Is Alive and Thinks He's George Romney）之类的标语。在此期间，有关罗姆尼的书籍大量出版，且出书数量多于其他候选人，其中包括一本友好的竞选传记、一位前工作人员的攻击性书籍，以及罗姆尼的演讲集。
1967年8月31日，罗姆尼在接受底特律WKBD-TV电视台在当地颇具影响力且在全国范围内播出的脱口秀主持人卢·戈登的录音采访时表示：“当我（1965年11月）从越南回来时，我刚刚经历了任何人都能承受的最严重的洗脑”。随后他转而反对战争：“我不再认为我们有必要介入南越以阻止共产主义在东南亚的侵略”，并表示谴责“悲惨的”冲突，敦促“南越早日实现真正的和平”。自此，罗姆尼否认此次战争，并推翻了他早先宣称的战争“在道德上是正确且必要的”的观点。
“洗脑”这一提法是罗姆尼在一天漫长且落后于计划的竞选活动结束时随口说出的一句话。到9月7日，此番言论已在《纽约时报》上引起轰动。1965年，与罗姆尼同行的另外八位州长表示，并没有发生过此类活动。其中一位来自佛蒙特州的州长菲利普·H·霍夫表示罗姆尼的言论“令人愤慨，恶臭无比……他要么太天真，要么就是缺乏判断力”。洗脑的言外之意，加上美国战俘的经历（1962年的电影《諜網迷魂》突显了这一点），使得罗姆尼的言论具有毁灭性，尤其是因为其强化了罗姆尼已经形成的关于他能力的负面形象。洗脑话题迅速成为报纸社论和电视脱口秀节目的热门话题，而罗姆尼则成了时事幽默的主角。与约翰逊角逐民主党提名的参议员尤金·麦卡锡表示，对罗姆尼来说，“轻轻地冲洗一下就足够了”。佛蒙特州共和党众议员罗伯特·斯塔福德表达了普遍的担忧：“如果你竞选总统，你就应该掌控全局，不能被洗脑”。此话播出后，罗姆尼的民调支持率暴跌，从落后尼克松11%跌至落后26%。
尽管如此，罗姆尼仍进行了为期三周、走访全国17个城市的贫民窟和贫困地区之旅，但其所有顾问都认为这在政治上毫无价值。他试图与激进分子进行对话，发现自己暴露在贫民窟的残酷现实和语言之下，并在旧金山的海特-阿什伯里区与嬉皮士和掘地者团体进行了一次不同寻常的会面。
1967年11月18日，罗姆尼在底特律退伍军人纪念大楼正式宣布，他“决定争取并赢得共和党提名和美国总统选举”。随后，他公布了自担任美国汽车公司负责人以来十二年的联邦纳税申报单，这一举动具有开创性意义，并开创了许多未来总统候选人不得不面对的先例。在接下来的几个月里，罗姆尼不知疲倦地进行竞选活动，重点关注新罕布什尔州的初选，并进行了该州所有已知的实地活动，包括黎明前在工厂门口迎接工人，在私人住宅举行邻里会议，以及在保龄球馆活动。1967年12月，罗姆尼返回越南，就此发表演讲并提出建议，其中一项建议预示了尼克松最终的越南化政策。在其中一段时间内，选民对罗姆尼的反应有所改善。

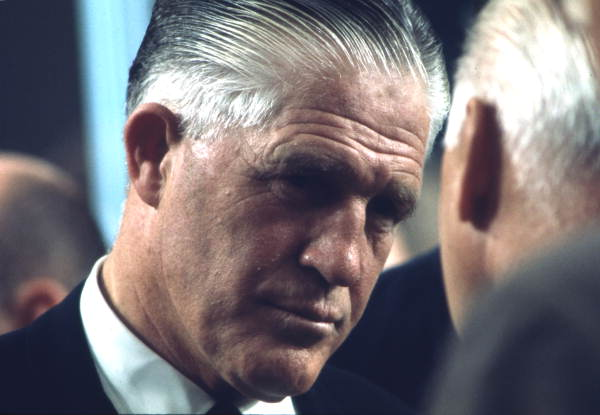
1968年出席共和党全国代表大会的罗姆尼

3月12日初选前两周，一项内部民调显示，罗姆尼在新罕布什尔州以6比1的差距输给了尼克松。洛克菲勒也看到了民调结果，公开表示支持罗姆尼，但表示他愿意服兵役；这一声明成为全国头条新闻，并激怒了罗姆尼本人。罗姆尼后来声称，是洛克菲勒的参选，而不是洛克菲勒的“洗脑”言论导致罗姆尼竞选失败）。罗姆尼眼见自己的竞选无望，于1968年2月28日宣布退出总统候选人竞选。罗姆尼给仍在外地传教的儿子米特写信道：“你母亲和我本人并不感到苦恼。事实上，我们感到如释重负……我曾渴望参选，虽然没有实现，但我很满足。”
最终，尼克松获得总统参选提名。在1968年迈阿密海滩举行的共和党全国代表大会上，罗姆尼拒绝将他的代表名单交给尼克松，尼克松对此念念不忘。罗姆尼最终名列第五，在点名投票中仅获得50票（其中密歇根州获得48票中的44票，加上犹他州8票中的6票）。当党内自由派、温和派和其他人士对尼克松选择斯皮罗·阿格纽作为竞选伙伴表示失望时，纽约市长约翰·林赛将罗姆尼列入副总统候选人提名名单，并在多个代表团的推动下进行。罗姆尼表示他并未主动提出提名，但他并未对此进行任何反对。尼克松将叛乱视为对其领导地位的威胁，并积极与之抗争。最终罗姆尼以186票对1119票败给阿格纽。不过，罗姆尼在秋季为尼克松最终成功竞选总统做出贡献，也为他赢得尼克松的感激。
总统历史学家西奥多·H·怀特写道，罗姆尼在竞选期间给人的印象是“一个诚实正派的人，根本不适合担任美国总统”。罗兹州长更令人难忘的一句话是：“看乔治·罗姆尼竞选总统，就像看一只鸭子试图和足球交配”。

## 住房与城市发展部长

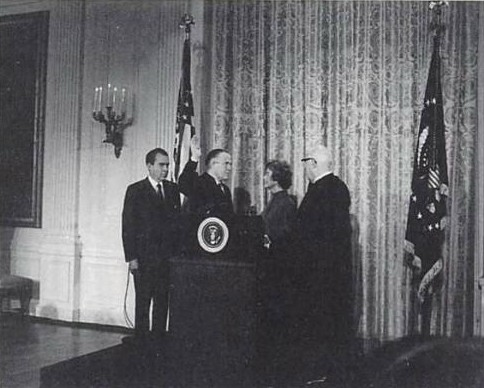
1969年1月22日，罗姆尼在总统理查德·尼克松与妻子兰诺·罗姆尼的陪同下宣誓就任住房与城市发展部部长。

总统选举结束后，尼克松任命罗姆尼为住房与城市发展部部长。尼克松于1968年12月11日在全国电视直播的新内阁发布会上宣布了这一消息。尼克松称赞罗姆尼“传教士般的热情”，并表示他还将负责动员志愿者组织在美国境内抗击贫困和疾病。事实上，尼克松在政治上不信任罗姆尼，之所以任命他到一个自由派倾向、低调的联邦机构工作，部分原因是为了安抚共和党温和派，以及为了削弱罗姆尼挑战1972年共和党总统候选人提名的可能性。
1969年1月20日，即尼克松就职典礼当天，罗姆尼的提名在参议院无异议的情况下获得确认。1月22日，罗姆尼在尼克松的见证下宣誓就职。同日，罗姆尼辞去州长职务，由副州长威廉·米利肯继任。米利肯继承了罗姆尼淡化党派标签和意识形态的风格，共和党人随后连任三届州长直至1983年，尽管密歇根州是美国蓝领工人最多的州之一。
罗姆尼担任部长期间，对联邦部门进行了自1966年成立以来的首次重组，旨在减少独立官僚机构，使部门更具商业化运作。他在1969年11月提出的计划将具有类似功能的项目整合到华盛顿层面的统一、基于政策的管理之下，并设立了两个新的助理部长职位。与此同时，他增加了区域和地区办事处的数量，并将项目运营和基于地方的决策下放给地方办事处，这些举措与尼克松的“新联邦主义”相符。尤其是联邦住房管理局经历了全面改革，削弱了其自主性。在任期间，罗姆尼认为，他的重组使该部门更加高效，能够承受尼克松强加的部分（但并非全部）预算削减。
1968年的《公平住房法》授权联邦政府承诺废除住房种族隔离，并要求住房与城市发展部将其项目导向此方向。罗姆尼充满道德热情，希望通过将黑人从内城贫民窟迁往郊区，来解决白人和黑人之间日益扩大的经济和地理差距。罗姆尼提出了一项名为“开放社区”的开放式住房计划，以促进废除种族隔离。住房与城市发展部在未向尼克松通报的情况下，花了数月时间筹划了该计划。

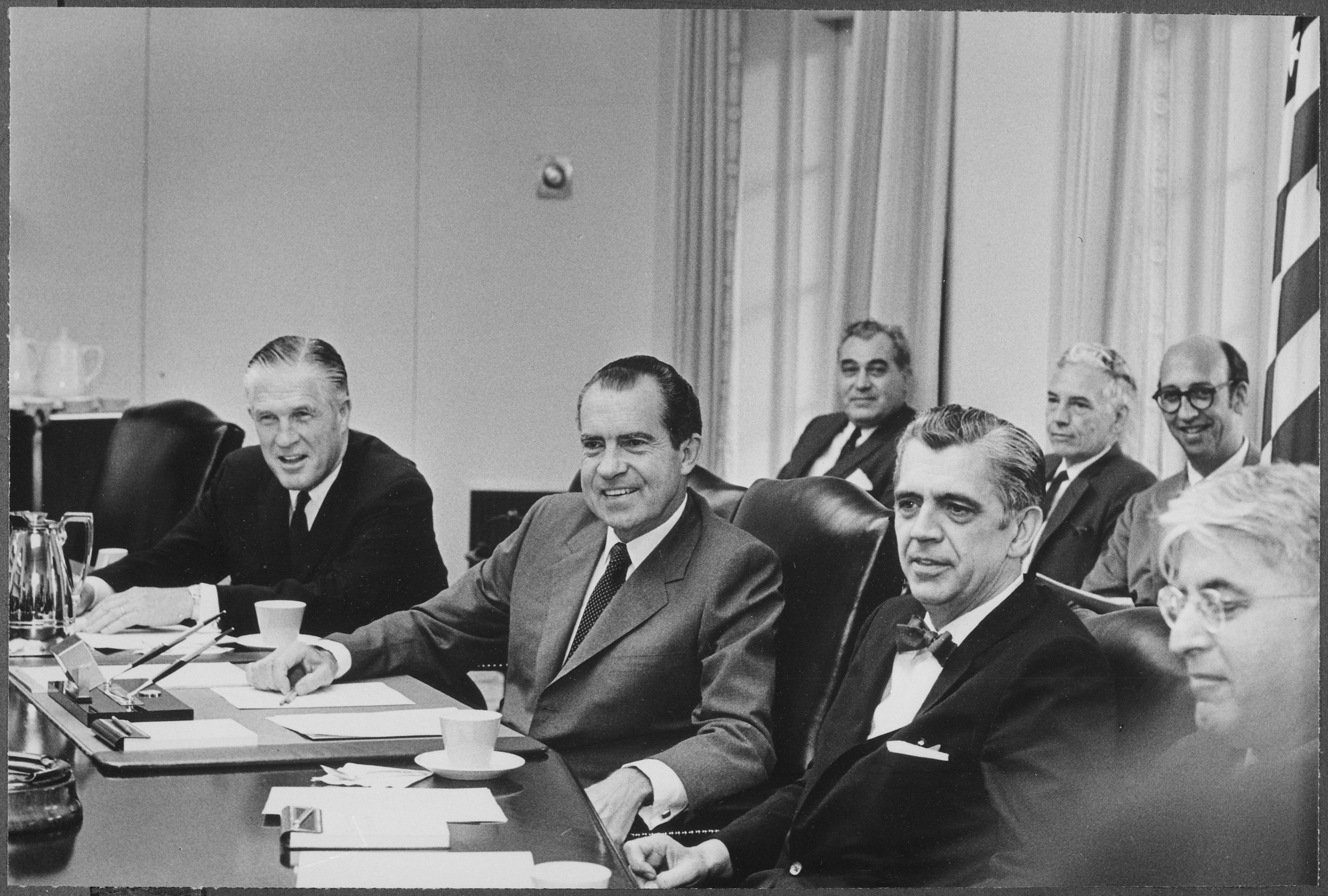
1969年，罗姆尼与尼克松出席内阁会议

开放式住房提案公开后，当地人的反应往往是敌对的。位于底特律城郊以白人蓝领为主的郊区沃伦市的许多居民即是如此。虽然当地没有正式的歧视性法律，但大多数黑人被排除在外，原因是分区划分、房屋被拒绝出售给黑人，以及白人业主的恐吓行为。这些白人业主中有很多是波兰裔和天主教徒，他们是随着白人群飞而搬到此处。此时，底特律的黑人人口比例已达到40%到50%。美国住房与城市发展部将沃伦市列为“开放社区”计划的主要目标，并威胁说，除非该镇采取一系列行动消除种族歧视，否则将停止所有联邦援助。该镇官员表示情况正在好转，市民对强制种族融合感到不满。罗姆尼拒绝了这一回应，部分原因是在他担任州长期间，沃伦居民曾向一对搬进镇上的混血夫妇投掷石块、垃圾，并连续数日破口大骂。罗姆尼随后表示：“这个国家的年轻人，这个国家的少数族裔，这个国家的受歧视者，不会坐等‘自然规律’。这里真正关键的是责任——道德责任”。
1970年7月，罗姆尼访问沃伦，向当地及周边约40个郊区的领导人发表讲话。他强调，政府鼓励的是平权行动，而不是强制种族融合，但当地民众对此并无异议，在被警察护送离开会面地点时，罗姆尼遭到推搡和嘲笑。尼克松目睹了沃伦发生的事情，对“开放社区”政策总体上不感兴趣。他对国内事务顾问约翰·埃利希曼说：“这个国家目前还没有准备好实施强制种族融合的住房或教育” 。“开放社区”政策与尼克松所谓的南方战略相冲突，即在南方传统白人民主党人中获得政治支持，也与他自己的种族观点相冲突。罗姆尼被迫在沃伦问题上做出让步，无条件地向他们发放联邦资金。
随后，密苏里州布莱克杰克市抵制了住房与城市发展部发起的一项废除中低收入住房种族隔离的计划，罗姆尼遂向美国司法部长约翰·米切尔请求司法部介入。1970年9月，米切尔拒绝这一请求，罗姆尼的计划最终破裂。在罗姆尼的领导下，住房与城市发展部确实针对新的公共住房项目制定了更为严格的种族平等指导方针，但政府整体上并未落实《公平住房法》。部分原因在于罗姆尼未能为该政策争取政治支持，包括未能团结像全国有色人种协进会这样的天然盟友。索尔兹伯里大学历史学家迪安·J·科特洛夫斯基写道：“在尼克松任内，没有任何一项民权倡议像开放社区这样构思如此真诚，执行如此糟糕。”
罗姆尼的另一项倡议是1969年6月启动的“突破行动”计划，旨在增加穷人可获得的住房数量，最初得到了尼克松的支持。基于其在汽车行业的经验，罗姆尼认为，尽管缺乏国家建筑标准，但如果采用工厂模块化建造技术，住房成本可以大幅降低。住房与城市发展部官员认为，引入这一技术有助于废除种族隔离。罗姆尼表示：“我们必须杜绝搬到郊区，只与同经济和社会阶层的人生活在一起的想法”。该计划在当地郊区层面引发了强烈反对，也失去了白宫的支持。在此期间，住房与城市发展部超过一半的研究经费都用于“突破行动”，并且其建设目标取得了一定的成功。该计划并未彻底改变房屋建筑，且在罗姆尼离开住房与城市发展部后被逐步淘汰，但其间接导致了更现代、更一致的建筑规范，以及烟雾报警器等技术进步的引入。
住房与城市发展部采用传统的建筑方法，创下了为中低收入家庭建造的援助住房数量的记录。在罗姆尼任期即将结束时，他监督拆除了圣路易斯臭名昭著的普魯伊特-伊戈公寓。该项目犯罪猖獗、毒品泛滥，且大部分房屋空置。

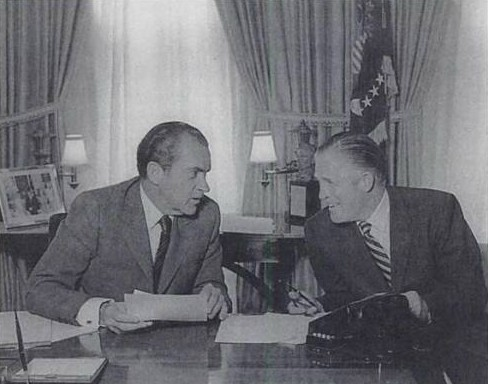
尼克松总统与罗姆尼部长在白宫会谈

罗姆尼基本上游离于总统的核心圈子之外，在尼克松政府内部影响力甚微。罗姆尼激烈的、有时甚至是夸张的、大胆前进和尴尬后退的风格缺乏足够的技巧，在华盛顿取得成功。尼克松政府时期，就业和教育领域的种族隔离努力比住房领域的更为成功，但住房与城市发展部的诸多使命和臃肿的架构（有时会相互矛盾）使其在制度上容易受到政治攻击。罗姆尼也未能理解或规避尼克松任命法律顾问埃利希曼和白宮幕僚長H·R·霍尔德曼作为政策守门人的做法，导致内阁官员的权力事实上被降低。罗姆尼习惯于被倾听并自行做决定，但他在会议上随意打断尼克松，令尼克松很恼火。尼克松曾对霍尔德曼说：“让（罗姆尼）离我远点”。罗姆尼曾表示愿意自愿降低薪水以援助联邦预算，但尼克松认为这是“无效的哗众取宠之举”。
1970年初，尼克松已决定要将罗姆尼赶下台。尼克松讨厌解雇员工，正如埃利希曼后来描述他在这一方面“出了名的不擅长”。尼克松随后策划了一项阴谋，让罗姆尼参加1970年密歇根州的美国参议员竞选。罗姆尼提议妻子兰诺参选，此后兰诺获得部分州共和党人的支持。兰诺的候选资格也遭到抵制，最初部分人士怀疑只是为了给他留有余地而采取的幌子。兰诺在初选中险胜保守派对手，之后在普选中惨败给民主党人菲利普·哈特。罗姆尼将妻子参选归咎于他人，而他才是此次竞选的主要推动者。
1970年末，针对开放社区政策的反对达到顶峰，尼克松再次决定让罗姆尼下台。尼克松仍然不愿解雇罗姆尼，试图迫使他在一系列政策问题上做出让步，迫使他辞职。罗姆尼同意辞去职务，令尼克松和霍尔德曼都感到惊讶，之后尼克松让他继续担任住房与城市发展部部长。尼克松事后私下表示：“（罗姆尼）夸夸其谈，但在压力下却屈服了”。罗姆尼对尼克松在政府各个领域缺乏明显的意识形态一致性感到困惑，他曾向一位朋友表示：“我不知道总统信奉什么。也许他什么都不信”，政府内外的其他人士亦对这一评价表示认同。1972年3月，罗姆尼因其担任住房与城市发展部部长期间的工作而被中间派共和党组织里彭协会授予年度共和党人物奖。

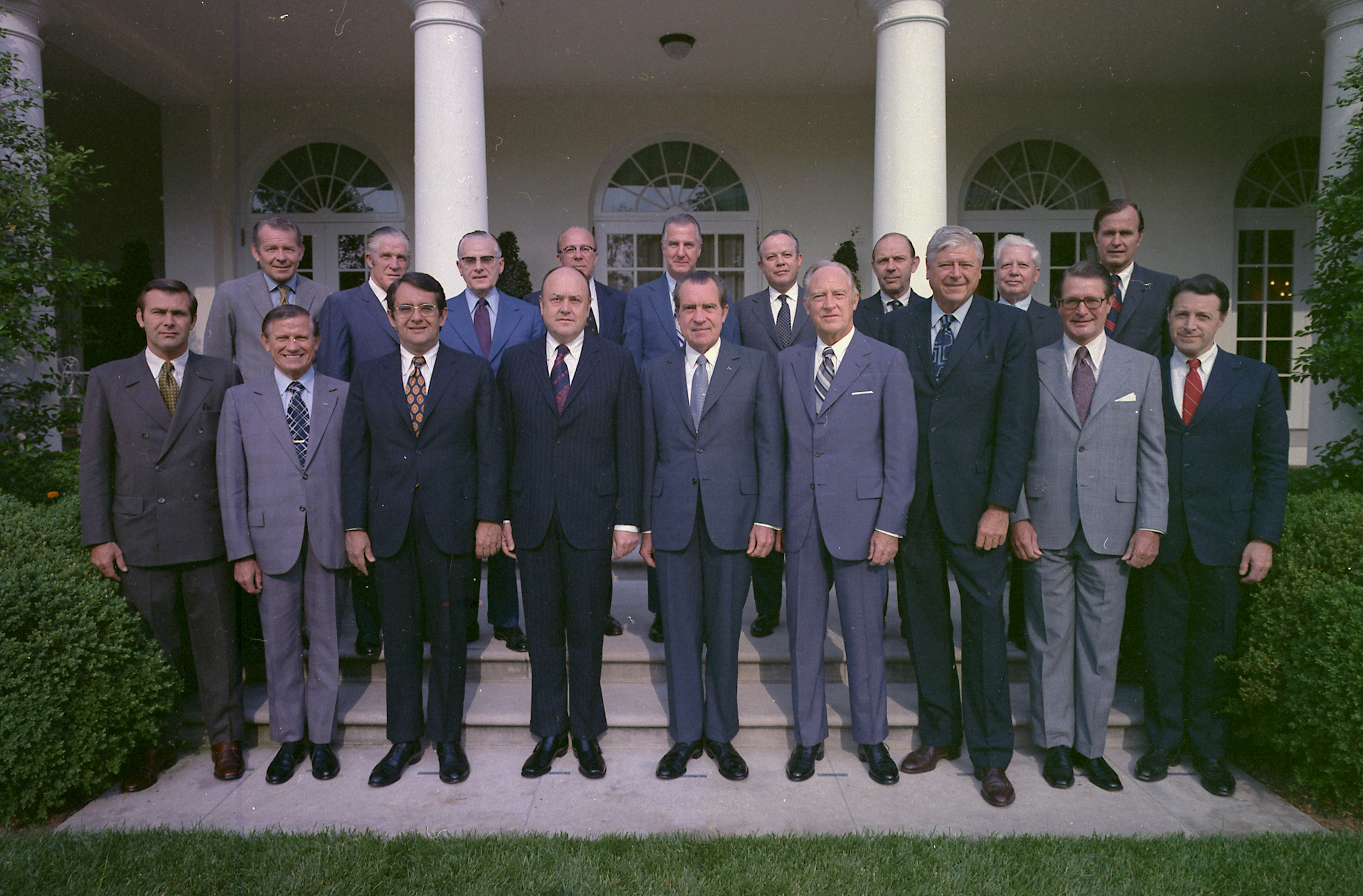
1972年6月16日，罗姆尼（后排左二）与尼克松内阁其余成员的合影

1972年春，联邦住房管理局深陷丑闻。自1968年《住房与城市发展法》通过以及政府国民抵押贷款协会成立以来，该机构一直负责通过政府支持的抵押贷款帮助穷人在市中心地区购买住房。这些贷款由抵押贷款支持证券提供资金，罗姆尼于1970年宣布首次发行此类证券。一些 FHA的员工以及一些房地产公司和律师因一项计划而被起诉，该计划利用这些政府支持的抵押贷款，抬高市中心廉价房屋的价值，并将其出售给实际上无力承担的黑人买家。当房主违约时，政府将承担不良贷款的后果，因为这些房产被高估，无法以过高的价格转售。预计该丑闻的总成本高达20亿美元。罗姆尼承认，住房与城市发展部没有做好应对投机者的准备，也没有对联邦住房管理局早期出现的非法活动迹象保持警惕。联邦住房管理局丑闻让尼克松得以在几乎没有政治风险的情况下叫停住房与城市发展部剩余的种族隔离努力。到1973年1月，所有联邦住房基金均被冻结。
1972年8月，尼克松宣布罗姆尼将视察宾夕法尼亚州威尔克斯-巴里因飓风艾格尼丝造成的洪水灾害，但并未提前告知罗姆尼。风暴过后六周，该地区大部分地区都缺乏建立避难所，居民们怒不可遏，罗姆尼与州长米尔顿·夏普和一名当地公民代表发生了三方对骂。罗姆尼谴责夏普提出的由联邦政府偿还灾民抵押贷款的提议“不切实际，充满煽动性”，而该代表愤怒地对罗姆尼说“你根本不在乎我们是死是活”。这场对峙引起了媒体的广泛关注，损害了罗姆尼的公众声誉。罗姆尼对此感到非常沮丧，想要立即辞职，但尼克松担心这会影响他在1972年温和派共和党选民中的连任竞选，坚持让罗姆尼留任。罗姆尼随后同意，但他向媒体表示自己最终会离职。
尼克松连任后，罗姆尼最终于1972年11月9日递交辞呈。1972年11月27日，尼克松第一任期内阁成员宣布离职，罗姆尼也随之宣布离职。罗姆尼表示，他对那些因担心失去选票而拒绝解决国家面临的“真正问题”的总统候选人感到不满，并表示他将组建一个新的全国性公民组织，试图就最重要的议题向公众开导。他还表示，他将继续担任部长，直到继任者得到任命和确认。最终，罗姆尼任职至1973年1月20日，即尼克松第二任期开始。离职时，罗姆尼表示，他“非常热情”地期待着回归私人生活。罗姆尼后来谈到尼克松时表示“他是个骗子，但他不是一个傻子”。
《波士顿环球报》后来称罗姆尼与尼克松的冲突“如同莎士比亚戏剧般上演”。尽管遭遇种种挫折，布法罗大学政治学家查尔斯·M·兰姆仍得出结论，在随后的1970年代到1990年代，罗姆尼比任何一位著名的联邦官员都更努力地推动郊区融合。雷曼学院社会学教授克里斯托弗·博纳斯蒂亚评价罗姆尼时代的住房与城市发展部“出人意料地接近实施不受欢迎的反歧视政策”，但最终未能对美国的居住隔离模式产生有意义的改变，而且自那以后没有出现过类似的努力，在可预见的未来也不可能出现。相比之下，伊利诺伊州立大学历史学家罗杰·拜尔斯称罗姆尼的部长任期“灾难性十足”，同时也承认在他之后的部长们也没有做得更好。

## 公共服务、志愿服务与晚年
罗姆尼以倡导公共服务而闻名，志愿服务是他的一大热情所在。他在担任州长期间发起了多个志愿者项目，并在尼克松政府初期担任志愿行动内阁委员会主席。由此，国家志愿行动中心应运而生。该中心是一家独立、私营的非营利组织，旨在鼓励美国公民和组织参与志愿服务，协助制定志愿工作项目，并使志愿行动成为美国社会的重要力量。罗姆尼长期以来对志愿服务的兴趣源于后期圣徒对机构能够改变个人的力量的信仰，但也有其世俗的基础。在1970年2月20日国家志愿行动中心的第一次会议上，他说：
美国人有四种基本方式来解决个人无法独自解决的重大问题。一是通过联邦政府。二是通过州政府及其设立的地方政府。三是通过私营部门——包括商业、农业和劳工在内的经济部门。四是通过独立部门——自由个体和独立社团的自愿合作行动。其中，自愿行动最为有力，因为它能够以独特的方式激发民众的热情，调动他们的积极性，因为这是他们自己的行动——自愿行动就是人民的行动……正如伍德罗·威尔逊所说：“地球上最强大的力量是自由人民的自发合作”。个人主义使合作变得有价值，而合作使自由成为可能。
1973年，罗姆尼离开内阁后，成为全国志愿行动中心的主席兼首席执行官。1979年，该组织与位于科罗拉多州的国家志愿服务信息中心合并，更名为“志愿者：全国公民参与中心”，罗姆尼担任新组织的负责人。1984年，该组织将其名称简化为“志愿者：全国中心”，1990年又更名为“全国志愿者中心”。在此期间，罗姆尼一直担任上述组织的主席。尽管如此，离开政界重要人物的身份对他来说很困难，并导致他几年来感到沮丧。

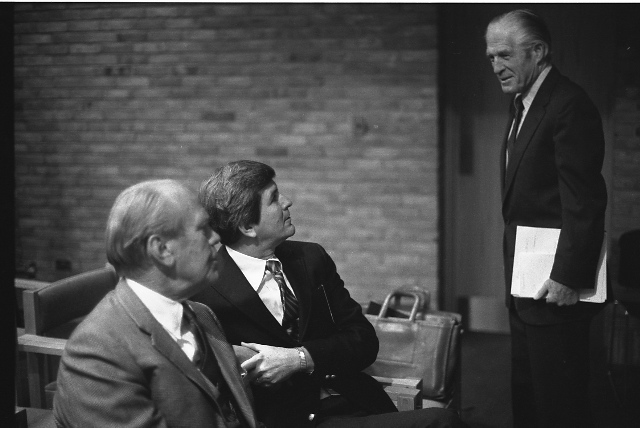
1986年，乔治·罗姆尼与前总统杰拉尔德·福特和前内阁部长福雷斯特·戴维·马修斯在杰拉尔德·福特总统图书馆举行会议

在教会内部，罗姆尼依然活跃且声名显赫，担任布卢姆菲尔德山支联会的牧长，并担任十二使徒团的地区代表，负责密歇根州和俄亥俄州北部地区。他与教会一同反对美国宪法中的平等权利修正案，并于1979年声称该修正案旨在支持“变态和不正当的性行为”。在里根政府初期，罗姆尼与教会第一任会长团成员托马斯·S·蒙森共同担任总统私营部门倡议工作组成员。罗姆尼有长期每天打高尔夫球的习惯，还设计了一种“紧凑18洞”赛制，即在六个洞中每个洞打三个球，或者根据日照时间采用类似的赛制。1987年，罗姆尼在华盛顿举行了一次四代大家庭聚会。在回顾他与其他败选的总统竞选经历时，他曾总结道：“你不可能太快做出正确的判断并赢得选举”。
乔治·赫伯特·沃克·布什总统的光点基金会成立于1990年，目的也是鼓励志愿服务。1991年4月，罗姆尼从布什总统手中获得了“光点基金会”的首届终身成就奖。布什政府曾计划聘请罗姆尼担任新基金会的主席，但据报道，他拒绝领导两个做同样事情的组织，并建议合并。1991年9月，两家机构合并，罗姆尼成为“光点基金会与志愿者中心全国网络”的创始董事之一。1990年代初，罗姆尼还参与帮助成立了国家和社区服务委员会，该委员会是后来的国家和社区服务公司的前身之一。他发表演讲强调人与人之间相互帮助的重要作用，并于1993年促成了第一次全国志愿者中心会议。
在罗姆尼人生的最后二十年里，他大部分时间都淡出政坛。1994年，在儿子米特·罗姆尼试图在马萨诸塞州联邦参议院选举中击败参议员泰德·肯尼迪时，罗姆尼为儿子助选，从而重新回到公众视野。罗姆尼曾敦促米特参加竞选，并在竞选期间搬进儿子的家中，担任非官方顾问。罗姆尼在公开露面和筹款活动中大力支持儿子，总体上使竞选活动受益匪浅。当肯尼迪的竞选团队试图提起教会过去对黑人的政策时，罗姆尼打断了米特的新闻发布会，大声说道：“我认为不断强调宗教问题是绝对错误的。而泰德正在试图做的就是把它带入人们的视野”。父亲劝告儿子在外表上要放松一些，少关注政治顾问，多相信自己的直觉，小罗姆尼在最终失败的竞选后期做出了这一改变。
同年，罗姆尼的前儿媳罗娜·罗姆尼（曾与G·斯科特·罗姆尼结婚）决定角逐密歇根州联邦参议员共和党候选人提名。米特与G·斯科特支持罗娜·罗姆尼，而乔治·罗姆尼在前一年就已支持过罗娜的对手、最终的获胜者斯宾塞·亚伯拉罕。当时罗娜正在考虑参选，但尚未宣布。一位家族发言人表示，乔治·罗姆尼在知道罗娜·罗姆尼会参选之前就已经支持了亚伯拉罕，而且不能食言。不过，他确实没有亲自为亚伯拉罕竞选。

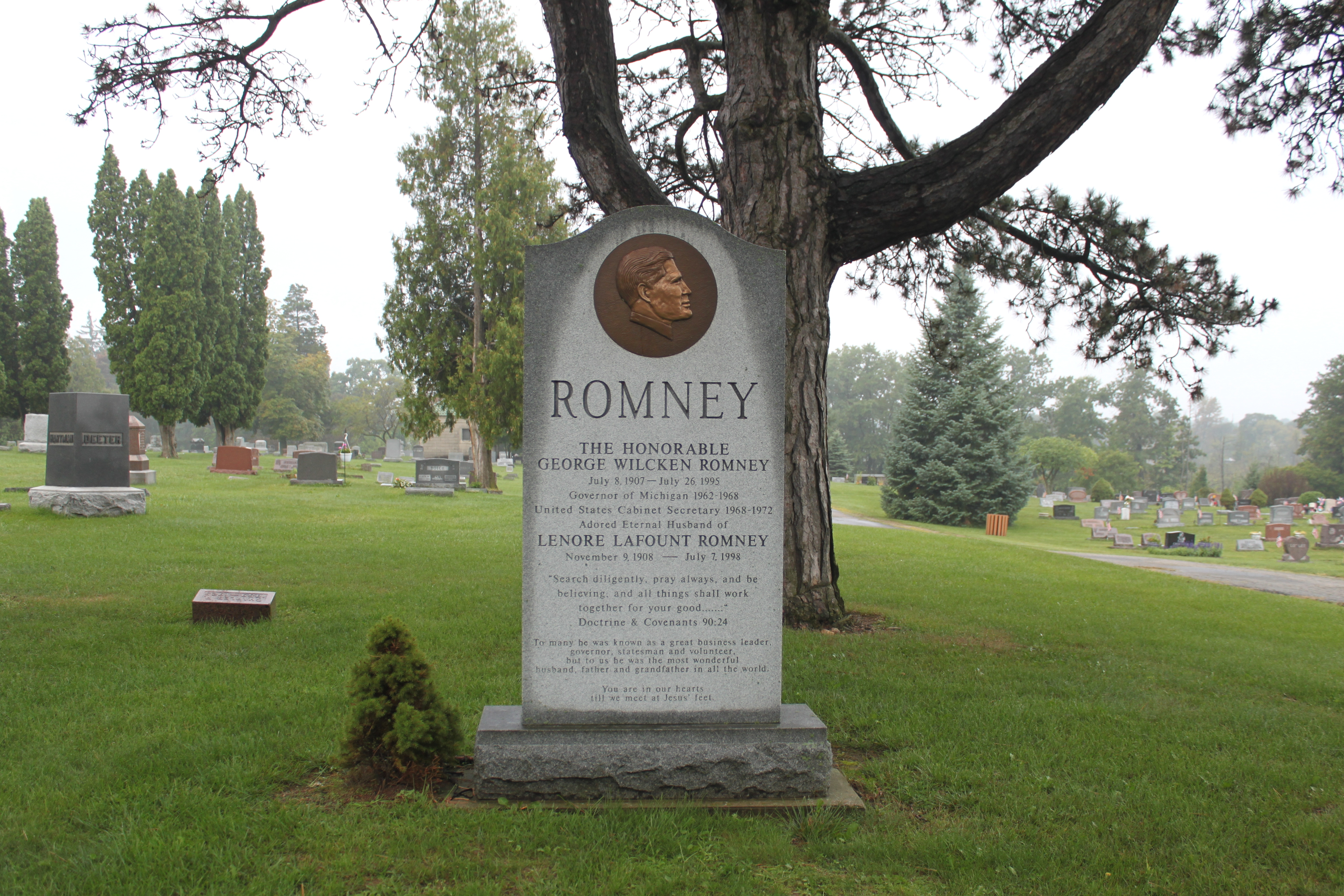
乔治·罗姆尼的最终安葬地

1995年1月，媒体批评光点基金会效率低下、浪费开支，罗姆尼对此表示担忧，认为该组织预算过高。罗姆尼一直活跃于公益事业，1995年7月，在他去世前四天，他提议召开总统峰会，鼓励更多志愿服务和社区服务，而在去世前一天晚上，他还驾车前往参加另一志愿者组织的会议。
1995年7月26日，罗姆尼在密歇根州布卢姆菲尔德希尔斯家中的跑步机上晨练时突发心脏病去世，享年88岁。其妻兰诺发现了他的遗体，但为时已晚，无法挽救生命。罗姆尼最终被安葬在密歇根州布莱顿的费尔维尤墓园。除妻子和子女外，罗姆尼还有23个孙辈和33个曾孙辈。

## 荣誉与纪念
1997年，“美国未来”总统峰会在费城举行，体现了罗姆尼晚年提出的志愿服务倡议，美国承诺组织由此诞生。多年来，“光点基金会”（及其前身）每年都会颁发莱诺和乔治·罗姆尼公民志愿者奖（后更名为乔治和兰诺·罗姆尼公民志愿者奖）。1987年的首届奖项授予了乔治·罗姆尼本人。“光点基金会”和全国社区志愿服务中心（CNCS）还在年度全国社区志愿服务和国家服务大会（后更名为全国志愿服务和服务大会）上颁发乔治·罗姆尼志愿者中心卓越奖（后更名为乔治·罗姆尼卓越奖）。乔治·罗姆尼志愿者中心由密歇根州东南部联合劝募会赞助，并在罗姆尼生前成立。
1956年，密歇根州迪尔伯恩汽车名人堂授予罗姆尼杰出服务奖。1995年，罗姆尼被选入名人堂。

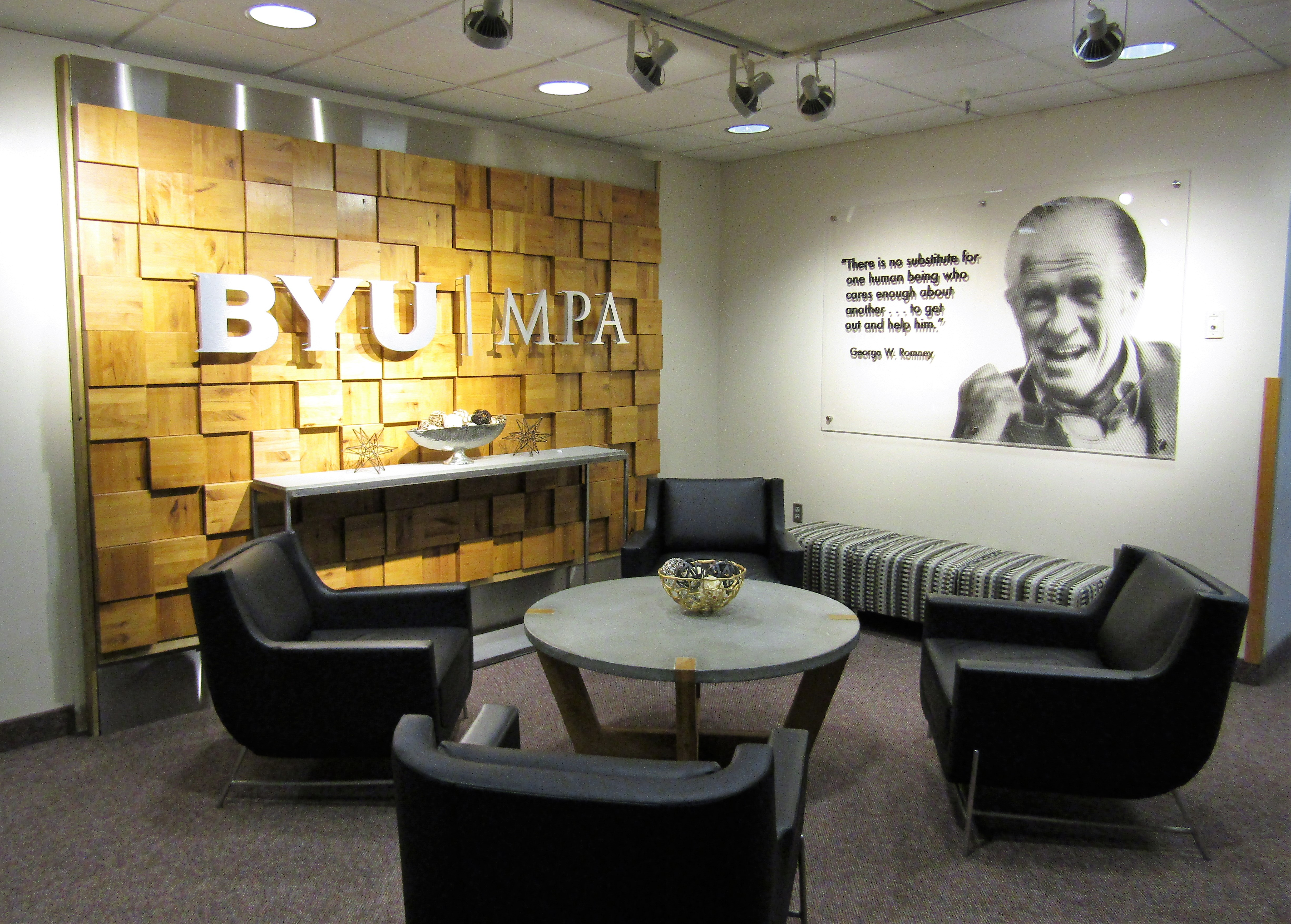
杨百翰大学的一间办公室内提供有关公共管理硕士的信息

乔治·W·罗姆尼公共管理学院于1998年由罗姆尼直系亲属出资创立，隶属于杨百翰大学万豪管理学院，旨在纪念罗姆尼留下的宝贵遗产。学院的使命是培养品德高尚、致力于在世界各地的公共部门和非营利组织中担任服务、管理和领导职务的人才。
密歇根州州长办公室位于兰辛，原址在1997年更名为乔治·W·罗姆尼大楼。密歇根州每年颁发乔治·罗姆尼州长终身成就奖，以表彰那些在一生中致力于社区参与和志愿服务的公民。2010年，密歇根州阿德里安学院宣布成立乔治·罗姆尼法律与公共政策研究所，旨在探索法律和公共政策的跨学科性质，并鼓励从业人员、学者和学生共同致力于解决该领域的问题。
2025年1月4日，总统乔·拜登追授罗姆尼总统自由勋章，由其幼子米特·罗姆尼代领。

## 著作
- . New York: G. P. Putnam's Sons. 1968. OCLC 897237.
- . New York: G. P. Putnam's Sons. 1968.（已制作样稿，但印前流程在实际出版前已停止）

### 引用文献
- Ambrose, Stephen E.  2. New York: Simon & Schuster. 1989. ISBN 0-671-52837-8.
- Bachelder, Chris. . Michigan Historical Review. Fall 2007, 33 (2): 131–162. JSTOR 20174227. S2CID 150078731. doi:10.1353/mhr.2007.0042.
- Beecher, Dale F.  (PDF). BYU Studies. 1975, 15 (3). （原始内容 (PDF)存档于2011-06-9）.
- Biles, Roger. . Michigan Historical Review. Fall 2012, 38 (2): 63–89. doi:10.5342/michhistrevi.38.2.0063.
- Bonastia, Christopher. . Social Science History. Spring 2004, 28 (1): 19–52. JSTOR 40267832. S2CID 246274986. doi:10.1215/01455532-28-1-19 (不活跃 2025-07-25).
- Bonastia, Christopher. . Princeton, New Jersey: Princeton University Press. 2008. ISBN 978-0-691-13619-6.
- Candee, Marjorie Dent (编). . New York: H. W. Wilson. 1958. OCLC 145427784.
- Coppins, McKay. . New York: Scribner. 2023. ISBN 978-1-9821-9620-2.
- Drew, Elizabeth. . New York: Macmillan Publishers. 2007. ISBN 978-0-8050-6963-1.
- Dunbar, Willis Frederick; May, George S.  Third revised. Grand Rapids, Michigan: Wm. B. Eerdmans Publishing. 1995. ISBN 0-8028-7055-4.
- Fine, Sidney. . Detroit: Wayne State University Press. 2000. ISBN 0-8143-2875-X.
- Foote, Joseph.  (PDF). Cityscape: A Journal of Policy Development and Research. 1995-09, 1 (3): 71–92  [2009-09-07]. （原始内容存档 (PDF)于2009-05-10）.
- Fuller, Richard C. . New York: Vantage Press. 1966. OCLC 2899574.
- Harris, T. George. . Englewood Cliffs, New Jersey: Prentice-Hall. 1967. OCLC 437793.
- Haws, J. B. . New York: Oxford University Press. 2013. ISBN 978-0-19-989764-3.
- Johns, Andrew L. . Michigan Historical Review. Spring 2000, 26 (1): 1–29. JSTOR 20164896. doi:10.2307/20164896.
- Kotlowski, Dean J. . Cambridge, Massachusetts: Harvard University Press. 2001. ISBN 0-674-00623-2.
- Kranish, Michael; Helman, Scott. . New York: HarperCollins. 2012. ISBN 978-0-06-212327-5.
- Lamb, Charles M. . Cambridge, UK: Cambridge University Press. 2005. ISBN 0-521-83944-0.
- Mahoney, Tom. . New York: Harper & Brothers. 1960. OCLC 236830.
- Mason, Robert. . Chapel Hill: University of North Carolina Press. 2004. ISBN 0-8078-2905-6.
- Mollenhoff, Clark R. . New York: Meredith Press. 1968. OCLC 440747.
- . Washington: CQ Press. 2005. ISBN 1-56802-982-9.
- Nenno, Mary K. . Lanham, Maryland: University Press of America. 1996. ISBN 0-7618-0217-7.
- Ostling, Richard N.; Ostling, Joan K.  Revised. New York: HarperOne. 2007. ISBN 978-0-06-143295-8.
- Reeves, Richard. . New York: Simon & Schuster. 2001. ISBN 0-7432-2719-0.
- White, Theodore H. . New York: Atheneum Publishers. 1965. OCLC 28896132.
- White, Theodore H. . New York: Atheneum Publishers. 1969. OCLC 19350.
- Wills, Garry. . New York: Houghton Mifflin Harcourt. 2002. ISBN 0-618-13432-8.
- Witcover, Jules. . New York: The Viking Press. 1977. ISBN 0-670-45461-3.

## 进一步阅读
- Angel, D. Duane. . New York: Exposition Press. 1967. OCLC 669406.
- Biles, Roger. . Michigan Historical Review. Fall 2012, 38 (2): 63–89. doi:10.5342/michhistrevi.38.2.0063.
- Plas, Gerald O.  (paperback). Detroit: Berwyn Publishers. 1967. OCLC 885994.